# Franz Fühmann
Franz Fühmann (Rochlitz an der Iser, 1922. január 15. – Kelet-Berlin, 1984. július 8.) német író. Gyermekkorát a nemzetiszocializmus határozta meg, a háború után a szocializmus felé fordult, bár idővel egyre kritikusabbá vált hangvétele a fennálló államszocialista rendszerrel szemben, olyannyira, hogy öregkorára mélyen csalódottá vált.

## Élete
A szudétanémet családból származó Fühmann Csehszlovákiában, akkori német nevén Reichenberg (ma Liberec) járt gimnáziumba, 1941-ben érettségizett az akkori német nevén Hohenelbe (ma Vrchlabí) nevű településen. A Szudétavidék Németországhoz kapcsolása után, már 1938-ban az SA tagja lett.
1941-ben besorozták és híradósként szolgált Görögországban, majd Oroszországban. 1945-ben szovjet hadifogságba került.
1949-ben tért haza a hadifogságból az akkor alakuló NDK-ba, majd belépett a Német Nemzeti Demokrata Párt (Nationaldemokratische Partei Deutschlands), ahol 1958-ig a párt alkalmazásában állt, ezután íróként dolgozott, és 1972-ig maradt a párt tagja.
Saját írói tevékenysége mellett kultúrpolitikával is foglalkozott, elsősorban fiatal írókollégák szárnybontogatását támogatta, próbálta érdekeiket képviselni az állam és a párt elképzelései ellenében. 1976-ban más írókkal egyetemben ő is aláírta Wolf Biermann kitoloncolása elleni nyílt levelet, akit az NDK-val szembeni túlzottan kritikus hangvétele miatt akartak eltávolítani az országból.
Franz Fühmann több irodalmi díjat is kapott, 1956-ban a Heinrich-Mann irodalmi díjat, 1957 és 1974 az NDK nemzeti díját, 1977-ben a Német Kritikusok Díját és 1982 a Scholl-testvérek-díjat. Ezek mellett több egyéb nemzeti és nemzetközi díjat is kapott még, a berlini Művészeti Akadémia tagja volt.
Fühmann 1984-ben hunyt el rákos megbetegedése következtében. Utolsó kívánsága volt, hogy ne Berlinben, hanem vidéken, Märkisch Buchholzban térhessen örök nyugalomra.

## Munkássága

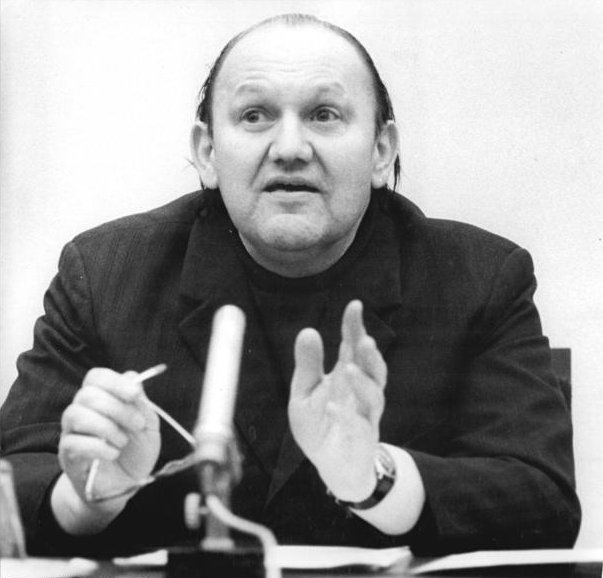
Franz Fühmann, 1973

Franz Fühmann nagyon sokoldalú író és költő volt, saját versei mellett már korán tevékenykedett műfordítóként is mindenekelőtt magyarból és csehből. Írt gyerek- és ifjúsági könyveket, esszéket, úti beszámolókat, de írt egy balettet is és már korán foglalkozott a szellemi fogyatékosok társadalmi helyzetével.
Fühmann számára a mesék, mondák és mítoszok egész alkotói tevékenysége során végig nagyon fontosak voltak. Az ezen témával való foglalkozása érződik szinte egész életművén. Átfogó irodalmi hagyatéka mindemellett személyes hangvételű, sok elbeszélése foglalkozik a nemzeti szocializmus korszakával is ill. saját tapasztalatával a diktatúrával. A változás fogalma, a megváltozás lehetősége (német eredetiben Wandlung) számára személyesen éppen ezért nagyon fontos volt. Ez ez egyik fő témája a "Zweiundzwandzig Tage oder Die Hälfte des Lebens" (Huszonkét nap avagy az élet fele) című napló-elbeszélésének, amelyet egy magyarországi útján írt. A mű egyben fordulópont is munkásságában, ezután vált hangja egyre kritikusabbá az NDK vezetésével szemben. Visszahúzódott, kétkedés gyötörte, csalódott országában, magában mint ember és író.
Idézet végrendeletéből, melyet egy évvel halála előtt készített:
Iszonyatos fájdalmak gyötörnek. A legkeserűbb az, hogy csődöt mondtam: mind az irodalomban és mind abbéli reményemben, hogy olyan társadalmunk lesz majd, amiről álmodtunk.

## Magyarul
- Bajtársak. Elbeszélések; ford. Mádl Antalné, utószó Gyurkó László; Európa, Bp., 1959 (Modern könyvtár)
- Oidipusz király és más elbeszélések; vál., utószó Hajnal Gábor, ford. Bor Ambrus et al.; Európa, Bp., 1972 (Modern könyvtár)
- A Nibelungok; ford. Hajnal Gábor; Gondolat, Bp., 1975 ISBN 9632801547
- Huszonkét nap, vagy Az élet útjának fele; ford. Kalász Márton; Európa, Bp., 1976
- Három meztelen férfi és más elbeszélések; vál., szerk., utószó Hajnal Gábor, ford. Ember Mária et al.; Európa, Bp., 1978
- Homéroszi háború. Trója pusztulásának és Odüsszeusz bolyongásainak a mondája. Homérosz és más források nyomán elmondja Franz Fühmann; ford. Jávor Ottó; Gondolat, Bp., 1980
- Tapasztalatok és ellentmondások. Válogatott esszék; ford. Hajnal Gábor, Tihanyi Vera, vál., utószó Hajnal Gábor; Európa, Bp., 1980 (Modern könyvtár)
- Szájensz fiksön. Elbeszélések; ford. Hell György, Kalász Márton; Európa, Bp., 1990 (Modern könyvtár)
- Műfordítói műhelylevelek, 1961-1984; közzéteszi a levelek címzettje, Kárpáti Pál; Engelsdorfer–Argumentum, Leipzig–Bp., 2007